# Uwe Butchmann
Uwe Butchmann (Herford, Rin del Nord-Westfàlia, 7 d'abril de 1968) va ser un ciclista alemany que s'especialitzà en la modalitat de tàndem. Va guanyar dues medalles als Campionats del món d'aquesta especialitat.

## Palmarès
- 1990
  -  Campió d'Alemanya en Tàndem (amb Markus Nagel)